# ابن ملکون
ابراهیم بن محمد بن منذر حضرمی با کُنیهٔ ابواسحاق، شهرت‌یافته به ابن مُلکون (؟ - ۱۱۸۶م) زبان‌شناس نحوی و نویسنده عربی اندلسی در سدهٔ ششم هجری بود. از اهالی اشبیلیه ( سویل امروزی ) بود. ایضاح المنهج، شرح الجمل، النکت علی التبصرة للصیمری از آثار اوست.